# Nick Holonyak

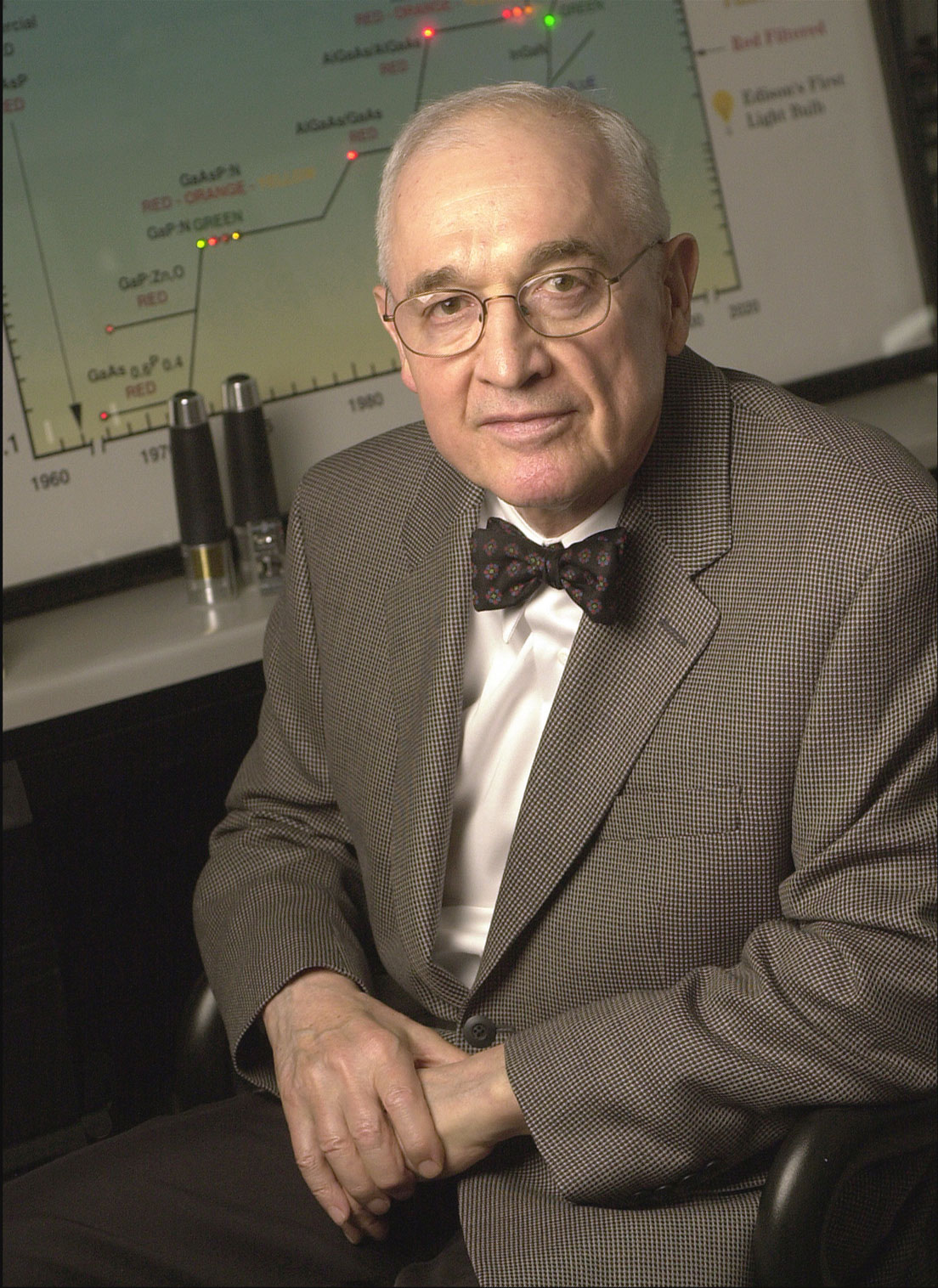
Nick Holonyak

Nick Holonyak Jr. (ukrainisch Нік Голоняк, * 3. November 1928 in Zeigler, Illinois; † 18. September 2022 in Urbana, Illinois) war ein US-Amerikaner, der als Erfinder der Leuchtdiode (LED) mit sichtbarem Licht gilt.
Seine Eltern waren ukrainische Emigranten, der Vater arbeitete in einem Kohlebergwerk. Nachdem Nick Holonyak bei der Illinois Central Railroad gearbeitet hatte, zog er es vor, wieder zur Schule zu gehen. Er erwarb 1954 seinen Ph.D. an der University of Illinois at Urbana-Champaign bei John Bardeen. 1954 bis 1955 arbeitete er bei den Bell Telephone Laboratories, leistete dann seinen Militärdienst und war von 1957 bis 1963 Wissenschaftler bei General Electric (GE).
Bei Bell Laboratories und ab 1957 bei GE war er einer der Pioniere in Silizium-Halbleiter-Technologien für Transistoren und Thyristoren (SCR genannt). Er erfand den shorted Emitter in Thyristoren und Triacs. Aus seiner Zeit beim US-Militär in Japan kannte er auch die Arbeiten von Leo Esaki zur Tunneldiode und stellte sie als erster in Silizium her.
Bei General Electric entwickelte er bis Februar 1962 die rote Leuchtdiode. 1962 leitete er eines der Teams, die fast gleichzeitig (erster war Robert Noel Hall vom Schenectady-Labor von GE) die ersten Laserdioden (Halbleiterlaser) zum Laufen brachten (seine war die erste im sichtbaren Wellenlängenbereich).
1963 ging Holonyak als Professor an die University of Illinois at Urbana-Champaign. Dort demonstrierte er unter anderem in den 1970ern Laser-Effekte in zahlreichen Legierungen (wie InGaP, AlGaAsP oder InGaPAs), entwickelte 1977 mit seinen Studenten die ersten Quantum Well Laser und 2004 mit Milton Feng und anderen den Transistor-Laser. 2013 wurde er emeritiert.
Er hielt etwa 30 weitere Patente und wurde vielfach ausgezeichnet.
Holonyak starb am 18. September 2022 im Alter von 93 Jahren in Urbana.

## Auszeichnungen (Auswahl)
- 1972: Fellow der American Physical Society
- 1973: IEEE Morris N. Liebmann Award
- 1973: Mitglied der National Academy of Engineering
- 1976: Heinrich Welker Medal of the International Symposium on GaAs and Related compounds
- 1981: IEEE Jack A. Morton Award
- 1984: Mitglied der National Academy of Sciences
- 1984: Mitglied der American Academy of Arts and Sciences
- 1989: IEEE Edison Medal
- 1990: National Medal of Science
- 1992: Ehrenmitglied des Joffe-Instituts in Sankt Petersburg
- 1995: Japan-Preis
- 1999: Mitglied der Russischen Akademie der Wissenschaften
- 2000: IEEE Third Millennium Award
- 2001: Frederic Ives Medal der Optical Society of America
- 2003: National Medal of Technology
- 2003: Global Energy Prize
- 2004: Von Hippel Award
- 2006: Mitglied der Consumer Electronics Association (CEA) Hall of Fame
- 2008: National Inventors Hall of Fame
- 2015: Charles-Stark-Draper-Preis
- 2016: Ehrenmitglied der Optical Society of America
- 2017: Progress Medal der Photographic Society of America[6]
- 2017: Benjamin Franklin Medal des Franklin Institute
- 2021: Queen Elizabeth Prize for Engineering